# Joan Sureda Bimet
Joan Sureda Bimet (Valldemosa, 27 de juliol de 1872 – Palma, 28 d'abril de 1947) va ser un mecenes de les lletres i les arts i un intel·lectual mallorquí. El seu fill va ser l'artista Jacobo Sureda.

## Biografia
Va néixer en el Palau de l'exCartoixa de Valldemossa a Mallorca i fou el sisè fill i hereu de Juan Sureda Vilallonga, personalitat destacada al món econòmic mallorquí del segle xix i de Celina Bimet Rouscada d'ascendència francesa. Va ser net de l'arquitecte mallorquí Joan Sureda Ripoll (1785-1865).
Començà els seus estudis al Col·legi San José de València, regentat per la Companyia de Jesús. Va estudiar a Madrid Filosofia i Lletres i Dret. Parlava francès, anglès, alemany i coneixia el llatí i el grec. A causa d'una sordesa que li va afectar des de jove no va exercir la seva professió i va orientar la seva vida a l'estudi i la reflexió de la filosofia, la història, la pintura i l'art.
El 19 d'octubre de 1896 es va casar amb Pilar Montaner Maturana, filla de l'Almirall Jaime Montaner, pertanyent a una família noble que posseïa excel·lents dots per a la pintura, a la qual va empènyer el 1906 a estudiar a Madrid amb Sorolla - acompanyada del pintor Antoni Gelabert amic de la família- i que va acabar convertint-se en una de les millors pintores espanyoles de la primera cambra de segle xx. Amb Pilar va tenir catorze fills, dels quals en van sobreviure onze. Quan va a Madrid per ampliar els seus estudis ja tenen set fills i ell al costat de la servitud assumeix les seves cures trencant amb el paper tradicional de la família.
El juliol de 1906 arriba a Valldemosa Antoni Maura i per cobrir l'estada del ministre a Mallorca arriba Azorín a qui Sureda acull a la seva casa. El mes de novembre coneix a Rubén Darío iniciant una important amistat fruit de l'admiració que el mallorquí sentia pel modernisme.

### La Confraria de la Bellesa
Les seves profundes conviccions intel·lectuals li van portar a crear, juntament amb els pintors John Singer Sargent, Santiago Rusiñol, Joaquim Mir i alguns erudits mallorquins, la Confraria de la Bellesa. Aquesta exclusiva associació tenia com a únics objectius l'exaltació de la naturalesa i l'estudi de la cultura, especialment en tot allò relacionat amb la pintura i la literatura. En el Palau del Rei Sanç de Valldemosa, la seva residència principal, van estar allotjats durant llargues temporades i amb totes les despeses pagades, escriptors famosos com Rubén Darío a la fi de 1913, Miguel de Unamuno el 1916, Osvaldo Bazil, Azorín, Jorge Guillén, Eugenio d'Ors, i pintors com Santiago Rusiñol, John Singer Sargent o Joaquín Sorolla. Amb tots ells mantindria una profunda amistat i una intensa relació epistolar.
El 1917 inicia una etapa com a conferenciant. El 25 d'abril en el Museu Diocesà intervé amb "L'Evolució de la pintura al segle XIX" i publica diversos articles a la revista Mallorca.
L'adveniment de la crisi a escala mundial, el balafiament i una mala gestió dels seus béns li van portar, no obstant això, a la ruïna, sent desnonat el 1931 del Palau del Rei Sanç, una de les seves últimes possessions, quan no va poder fer front a les hipoteques.
De fortes conviccions catòliques, va ser un conservador i un monàrquic convençut. Però profundament abatut per les pèrdues econòmiques, poc abans de la Guerra Civil Espanyola, Joan Sureda es va afiliar a Falange Espanyola, on va tenir un paper de certa rellevància en el seguiment polític d'alguns intel·lectuals, com Georges Bernanos. Nous contratemps familiars i el desencantament amb el bàndol nacional el van fer també crític amb els vencedors, abandonant seguidament tota activitat política. Els últims anys de la seva vida els va passar en solitud i depenent d'ajudes familiars. Va morir a Palma el 1947.
La seva vida i el seu comportament extravagant van ser recollits en l'obra d'Azorín, Mario Verdaguer, Melanie Pflaum, Miguel de Unamuno o Rubén Darío i apareixen caricaturitzats en la novel·la L'Illa del Segon Rostre, d'Albert Vigoleis Thelen.

## Vida personal
El 1896 es va casar amb qui posteriorment seria una prestigiosa pintora modernista de principis del segle xx, Pilar Montaner Maturana. Van tenir catorze fills dels quals van sobreviure onze, entre ells el poeta ultraista Jacobo Sureda, el pintor Pedro Sureda o l'escultora Pazzis Sureda.